# Lüttich–Bastogne–Lüttich 1974
Lüttich–Bastogne–Lüttich 1974 war die 60. Austragung von Lüttich–Bastogne–Lüttich, eines eintägigen Straßenradrennens. Es wurde am 21. April 1974 über eine Distanz von 246 km ausgetragen.
Sieger des Rennens wurde Georges Pintens, welcher zwar im Spurt von Ronald De Witte geschlagen wurde, jedoch wurde De Witte des Dopings überführt und disqualifiziert. Zweiter wurde Walter Planckaert, welcher den Sprint der ersten Verfolger gewann. Wilfried David und Raymond Delisle wurde nach dem Rennen ebenfalls des Dopings überführt und disqualifiziert.

## Teilnehmende Mannschaften
| Profi-Radsportteams (14)- Carpenter-Confortluxe-Flandria - MIC-Ludo-de Gribaldy - Watney-Maes Pils - Brooklyn - Peugeot-BP-Michelin - Rokado - Molteni - Merlin Plage-Shimano-Flandria - Sonolor-Gitane - Bic - Tim Oil-Novy - Gero-Verwarming-Hasselt - Frisol-Flair Plastics - Robot–Office du Meuble Hannut |
| |

## Ergebnis
| Rang | Fahrer             | Team                       | Zeit               |
| ---- | ------------------ | -------------------------- | ------------------ |
| DSQ  | Ronald De Witte    | Flandria-Shimano-Carpenter | 6h 23′ 00″         |
| 1    | Georges Pintens    | M.I.C.-Ludo–de Gribaldy    | 6h 23′ 00″         |
| 2    | Walter Planckaert  | Watney-Maes                | + 2′ 00″           |
| 3    | für vakant erklärt | für vakant erklärt         | für vakant erklärt |
| 4    | Wladimiro Panizza  | Brooklyn                   | gl. Zeit           |
| 5    | Wilfried David     | Flandria-Shimano-Carpenter | gl. Zeit           |
| 6    | Ronny Vanmarcke    | M.I.C.-Ludo–de Gribaldy    | gl. Zeit           |
| 7    | Raymond Delisle    | Peugeot–Esso–Michelin      | gl. Zeit           |
| 8    | Ferdinand Bracke   | Watney-Maes                | gl. Zeit           |
| 9    | Freddy Maertens    | Flandria-Shimano-Carpenter | +5′ 53″            |
| 10   | Frans Verbeeck     | Watney-Maes                | gl. Zeit           |